# Abu Hamid al-Gharnati
Abu Hamid al-Gharnati (árabe: أبو حامد الغرناطي; nombre completo Abu Hamid Muhammad ben Abd al-Rahman (o Abd al-Rahim) ben Sulayman al-Mazini al-Qaysi al-Gharnati) (1080-1170) fue un viajero andalusí y compilador de maravillas del mundo antiguo (adjaib) que vivió en el siglo XII.
Nació en Granada en 1080, donde estudió. Prosiguió sus estudios en Uclés (ár: Uklis) y a los 30 años abandonó al-Ándalus. Estuvo viviendo en Ifriqiya hasta 1117 o 1118, momento en el que marchó a Egipto y estuvo en El Cairo hasta 1123. Viajó a Damasco y Bagdad, donde permaneció cuatro años. En 1130 estaba en Abhar, en Irán, para luego llegar a la zona de la desembocadura del Volga. 
Unos años después lo encontramos en Hungría, donde vivió tres años hasta 1153. Narró la vida cotidiana de los húngaros bajo el reinado de Géza II de Hungría. Entre sus anotaciones destacó la belleza de las mujeres húngaras de cabellos y ojos oscuros y piel blanquísima, la abundancia de oro y riquezas naturales, y describió 78 ciudades húngaras y sus asentamientos cercanos. Abu Hamid también dejó sentado que incontables tribus pechenegas y uzbecas vivían en el reino húngaro en sus propios asentamientos, y que el rey Géza II les permitía la práctica libre de su culto musulmán, a cambio de que asistiesen a los húngaros en las guerras contra el Imperio bizantino, gobernado por Manuel I Comneno. Abu Hamid también dejó registro de que los pechenegos fingían ser cristianos, pero en secreto practicaban su fe musulmana, pero que por el contrario los uzbecos no ocultaban su religión. Por esta tolerancia, estas tribus incluso llamaban a Géza II "rey", lo cual provocó la queja del papado, que no estaba de acuerdo con que el monarca húngaro permitiera la permanencia de musulmanes en un reino cristiano. Sin embargo, el Papa no estaba en posición de contradecir al rey húngaro, puesto que éste guerreaba contra los bizantinos, lo cual le convenía al sumo pontífice.
Tras esto, Abu Hamid viajó a Corasmia, Bujará, Merv, Nishapur, Ray, Isfahán y Basora, para finalmente llegar a La Meca para cumplir el peregrinaje. En 1155 se estableció en Bagdad, pero seis años después se fue a Mosul, y de allí un tiempo a Siria, donde vivió en Alepo y luego en Damasco, donde murió en 1169/1170 a los 90 años.
En los últimos años de sus viajes, escribió en Bagdad K. al Mu'rib an ba'd adja'ib al-Maghrib, dedicado al visir Yahya Ibn Hubayra, y en Mosul escribió Tukfat al-albab wa nukhbat al a'djab. En sus obras describe hechos maravillosos y cosas extrañas vistas en sus viajes.
G.Ferrand publicó su segunda obra en 1925. La primera fue traducida al castellano por C.E. Dubler con el título Abu Hamid el Granadino y su relación de viajes por tierras euroasiáticas, en Madrid en 1953.